# Тактояктук
Тактояктук (англ. Tuktoyaktuk, инувиалуктун Tuktuyaaqtuuq) — деревня в административном регионе Инувик, Северо-Западные территории, Канада. Известная ранее как Порт-Брабант, деревня была переименована в 1950 году и стала первым населённым пунктом Канады, которому было возвращено традиционное для коренных народов название.

## История

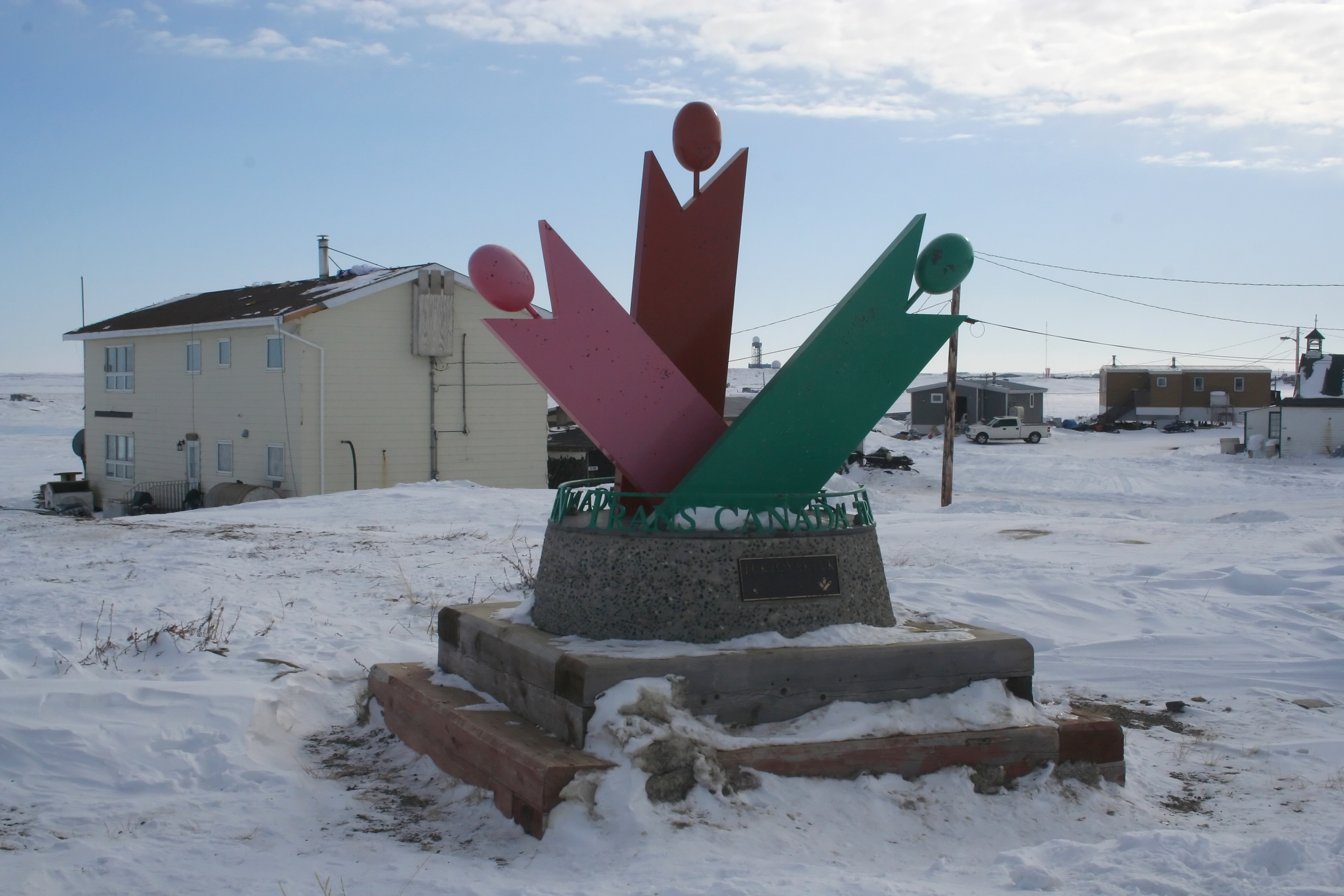
Знак на Трансканадском маршруте

Этому нет никаких формальных археологических подтверждений, однако, считается, что территория современного поселения использовалась инуитами на протяжении нескольких веков, будучи местом охоты на карибу и белух. Кроме того, естественная гавань Тактояктука исторически использовалась местным населением для водного сообщения с различными инуитскими поселениями.
С 1890 по 1910 год значительная часть коренных жителей Тактояктука была уничтожена эпидемиями гриппа, который сюда принесли американские китобои. В последующие годы здесь поселились представители народа дене и уроженцы острова Хершел. В 1937 году в поселении был основан торговый пост Компании Гудзонова залива.
Начиная с 1950-х годов в Тактояктуке строятся радиолокационные станции (часть Линии «Дью»), чтобы контролировать воздушное пространство и выявлять возможные советские вторжения во время Холодной войны. Удобное расположение поселения (и его гавани) сделали Тактояктук важным центром по снабжению гражданских подрядчиков и персонала ВВС на Линии «Дью». В 1947 году в поселении была основана одна из первых правительственных «дневных школ», которые создавались с целью интегрировать инуитскую молодёжь в канадскую культуру.
В последнее время Тактояктук стал базой для разведки нефтяных и газовых месторождений в море Бофорта.
В начале 2013 года начато строительство дороги, соединяющей Тактояктук с городом Инувик. На начало её строительства Инувик уже был соединён с дорожной сетью юга Канады.
15 ноября 2017 года всесезонная дорога между Тактояктуком и Инувиком была официально открыта. Эта дорога протяжённостью 138 км стала первой канадской автомагистралью, достигающей берегов Северного Ледовитого океана. С её открытием Канада стала первой страной в мире, соединённой дорожной сетью от океана до океана до океана: от Атлантического через Тихий до Северного Ледовитого. Стоимость проекта составила около 300 миллионов канадских долларов. Дорога не только обеспечила круглогодичный наземный доступ к Тактояктуку, ранее доступному только по воздуху или по зимнику, но и значительно снизила стоимость доставки продовольствия и товаров в поселение.

## География
Расположена севернее Северного полярного круга, на побережье Северного Ледовитого океана немногим восточнее дельты реки Маккензи. В 5 км к западу от Тактояктука находится национальная достопримечательность Пинго, представленная огромным количеством бугров пучения, известных также как пинго.
Климат деревни характеризуется как холодный субарктический.

## Население
По данным переписи 2021 года население деревни составляет 937 человек. По данным прошлой переписи 2016 года оно насчитывало 898 человек.
Средний доход на душу населения по данным на 2010 год составлял C$33 595, а средний доход на семью — C$72 913 (при этом 30,4 % семей получают доход ниже C$30 000).